# Astragalus anacamptus
Astragalus anacamptus är en ärtväxtart som beskrevs av Aleksandr Andrejevitj Bunge. Astragalus anacamptus ingår i släktet vedlar, och familjen ärtväxter. Inga underarter finns listade i Catalogue of Life.